# Ли Чжэндао
Ли Чжэнда́о (Ли Цзунда́о, кит. упр. 李政道, пиньинь Lǐ Zhèngdào; англ. Tsung-Dao Lee; 24 ноября 1926, Шанхай — 4 августа 2024, Сан-Франциско) — китайский и американский физик, лауреат Нобелевской премии по физике 1957 года, совместно с Ян Чжэньнином, «за пристальное изучение так называемых законов чётности, которое привело к важным открытиям в области элементарных частиц». Предсказанное нарушение чётности было экспериментально открыто Ву Цзяньсюн. Также является автором работ в области квантовой статистической физики (теоремы Янга и Ли).
Член Национальной академии наук США (1964), член Папской академии наук (2003), иностранный член Китайской академии наук (1994).

## Биография

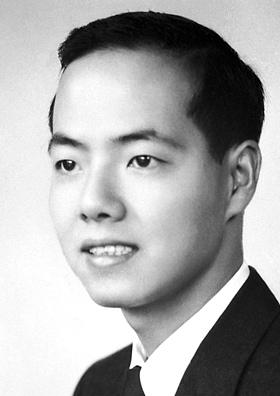
1956 год

Семья Ли происходит из города Сучжоу в провинции Цзянсу. Ли Чжэндао родился в Шанхае и там же окончил среднюю школу. После этого поступил в Чжэцзянский университет, но его обучение было прервано войной и продолжилось после войны в Национальном Юго-западном объединённом университете. В 1946 году Ли перешёл в университет Чикаго и получил там под руководством Энрико Ферми степень доктора по физике. В 1953 году стал заместителем профессора в Колумбийском университете (США). Спустя три года, в возрасте 29 лет, стал самым молодым профессором в Колумбийском университете. До 2012 года оставался активным членом факультета и, начиная с 1984 года, был университетским профессором. Его лекции по математической физике в Колумбийском университете изданы в СССР. В 1980-е годы стоял у истоков создания коллайдера RHIC в Брукхейвенской национальной лаборатории, был директором японско-американского исследовательского центра (англ. RIKEN BNL Research Center) в рамках проекта RHIC.
Вскоре после возобновления американо-китайских отношений Ли и его жена Цинь Хуэйцзюнь (秦惠莙; Qín Huìjùn) смогли вернуться в Китай, где Ли дал ряд лекций и семинаров и организовал китайско-американскую комиссию по проверке и применению физики (CUSPEA). В 1998 году в Пекине Ли основал в память о своей жене, умершей за три года до этого, Фонд практического обучения китайских студентов Цинь Хуэйцзюнь и Ли Чжэндао, или «Фонд Цзюнь-Чжэн» (秦惠莙—李政道中国大学生见习基金). Стипендии фонда присуждаются студентам старших курсов в пяти университетах Китая. Студенты-лауреаты таких стипендий называются «учёными Цзюнь-Чжэн» (莙政学者).
Цинь и Ли были женаты с 1950 года. У них два сына — Джеймс и Стивен.
Во время, свободное от занятий физикой, Ли любил читать детективные романы. Увлекался скульптурой, его работы установлены в Пекине (у Института физики высоких энергий) и Риме (скульптура Галилея).
Умер 4 августа 2024 года в Сан-Франциско в возрасте 97 лет.

## Избранные публикации
- Yang C.N., Lee T.D. Statistical Theory of Equations of State and Phase Transitions. I. Theory of Condensation // Physical Review. — 1952. — Vol. 87. — P. 404-409. — doi:10.1103/PhysRev.87.404.
- Lee T.D., Yang C.N. Statistical Theory of Equations of State and Phase Transitions. II. Lattice Gas and Ising Model // Physical Review. — 1952. — Vol. 87. — P. 410-419. — doi:10.1103/PhysRev.87.410.
- Lee T.D., Low F.E., Pines D. The Motion of Slow Electrons in a Polar Crystal // Physical Review. — 1953. — Vol. 90. — P. 297-302. — doi:10.1103/PhysRev.90.297.
- Lee T.D., Yang C.N. Question of Parity Conservation in Weak Interactions // Physical Review. — 1956. — Vol. 104. — P. 254-258. — doi:10.1103/PhysRev.104.254.
- Lee T.D., Huang K., Yang C.N. Eigenvalues and Eigenfunctions of a Bose System of Hard Spheres and Its Low-Temperature Properties // Physical Review. — 1957. — Vol. 106. — P. 1135-1145. — doi:10.1103/PhysRev.106.1135.
- Ли Ц. Слабые взаимодействия и несохранение четности (Нобелевская лекция) // УФН. — 1958. — Т. 66. — P. 89-97. — doi:10.3367/UFNr.0066.195809d.0089.
- Lee T.D., Nauenberg M. Degenerate Systems and Mass Singularities // Physical Review. — 1964. — Vol. 133. — P. B1549-B1562. — doi:10.1103/PhysRev.133.B1549.
- Ли Цзун-дао. Математические методы в физике. — М.: Мир, 1965. — 296 с.
- Lee T.D. A Theory of Spontaneous 𝑇 Violation // Physical Review D. — 1973. — Vol. 8. — P. 1226-1239. — doi:10.1103/PhysRevD.8.1226.
- Lee T.D., Wick G.C. Vacuum stability and vacuum excitation in a spin-0 field theory // Physical Review D. — 1974. — Vol. 9. — P. 2291-2316. — doi:10.1103/PhysRevD.9.2291.
- Lee T.D., Pang Y. Nontopological solitons // Physics Reports. — 1992. — Vol. 221. — P. 251-350. — doi:10.1016/0370-1573(92)90064-7.